# ウィリアム・マッコーイ
ウィリアム・マッコーイ（William McCaughey, 1929年12月12日 - 2000年5月26日）は、アメリカ合衆国の音響技術者である。アカデミー賞録音賞に5度ノミネートされ、1978年の『ディア・ハンター』で受賞した。

## 受賞とノミネート
| 賞           | 年   | 部門   | 作品名           | 結果       |
| ------------ | ---- | ------ | ---------------- | ---------- |
| アカデミー賞 | 1975 | 録音賞 | 風とライオン     | ノミネート |
| アカデミー賞 | 1976 | 録音賞 | キングコング     | ノミネート |
| アカデミー賞 | 1976 | 録音賞 | ロッキー         | ノミネート |
| アカデミー賞 | 1978 | 録音賞 | ディア・ハンター | 受賞       |
| アカデミー賞 | 1979 | 録音賞 | メテオ           | ノミネート |